# Acytolepis
Acytolepis là một chi bướm ngày thuộc họ Bướm xanh.

## Hình ảnh

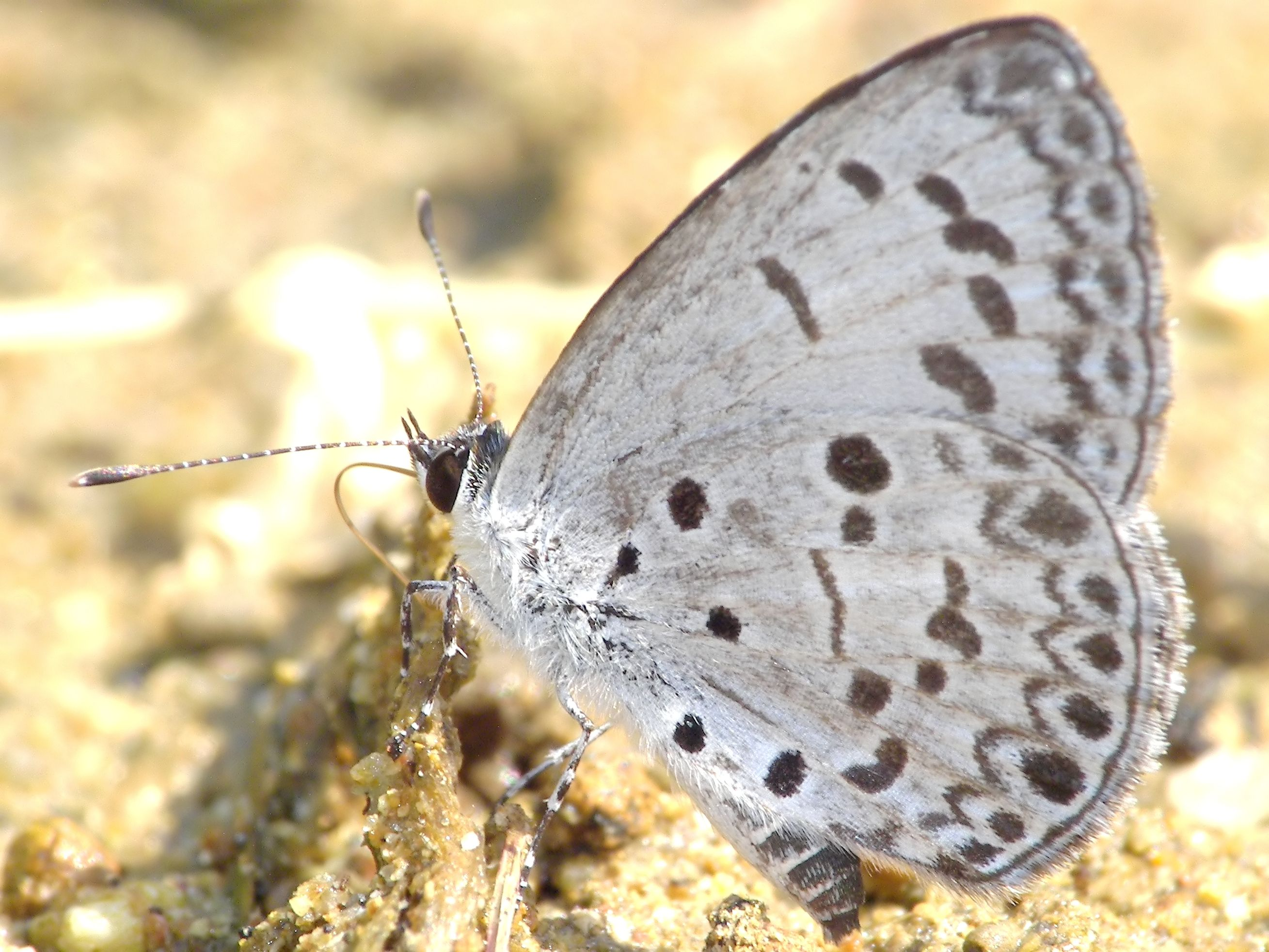